# James Curtiss
Ne doit pas être confondu avec James Curtis.
Pour les articles homonymes, voir Curtiss.
James Curtiss (né le 7 avril 1803 à Wethersfield au Connecticut – mort le 2 novembre 1859 à Joliet dans l'Illinois) est un homme politique américain, membre du Parti démocrate. James Curtiss est maire de Chicago à deux reprises, de 1847 à 1848 et de 1850 à 1851. Il est également membre du conseil municipal de Chicago à deux reprises, de 1838 à 1839 et de 1846 à 1847.

## Biographie
Né le 7 avril 1806 à Wethersfield, dans le Connecticut, Curtiss devient très tôt apprenti imprimeur à Philadelphie. Il travaille un temps au Portland Argus, puis devient imprimeur, et enfin rédacteur et éditeur du Eastport Northern Light, un journal démocrate. Il épouse Mary Kimball le 18 mai 1830 avec laquelle il a 9 enfants. De 1830 à 1835, il a été maître de poste à Eastport dans le Maine,. En 1834, Curtiss fait l'objet d'une enquête du Postmaster General pour sa gestion du bureau.

## Carrière politique
Curtiss arrive à Chicago en 1835 et devient rédacteur en chef du Chicago Democrat. Presque immédiatement après son arrivée à Chicago, Curtiss entame une carrière dans le service public.
Il est nommé procureur des États-Unis pour le district de l'Illinois situé au nord de la rivière Kankakee. Il est nommé au premier conseil de santé de Chicago. Il a succédé à Ebenezer Peck comme secrétaire de mairie en septembre 1836. Il ouvre également un cabinet d'avocats de courte durée avec William Stuart en 1836, nommé Stuart and Curtiss, qui sera dissous l'année suivante.
La panique de 1837 a laissé un grand nombre d'investisseurs fonciers incapables de faire face à leurs obligations. Dans l'espoir de retarder les saisies qui en résultent, Curtiss et d'autres ont tenté, sans succès, de retarder l'ouverture du tribunal municipal cet hiver-là.
En 1838, Curtiss est élu membre du conseil municipal de Chicago et représente la 2e circonscription de la ville. En 1839, il se présente à la troisième élection municipale de Chicago, perdant contre Benjamin Wright Raymond. En 1842, il est élu greffier municipal. En 1843, il est nommé secrétaire correspondant de la section de Chicago de la Washington Temperance Society. En 1845, l'Assemblée générale de l'Illinois crée le tribunal du comté de Cook et nomme Curtiss comme son premier greffier municipal,. En 1846, il est à nouveau élu conseiller municipal, cette fois pour la 3e circonscription.

### Maire de Chicago (1847-1848)
Curtiss devient maire après avoir remporté les élections de 1847, menant une campagne réussie contre Philo Carpenter (Parti de la liberté) et John H. Kinzie (Parti whig). Il est assermenté le 9 mars 1847.
Il perd sa tentative de réélection en 1848, battu par James Hutchinson Woodworth (un démocrate indépendant qui s'est présenté sur un ticket de fusion soutenu par les membres du Parti Whig et les Démocrates). Son mandat prend fin le 14 mars 1848, lorsque Woodworth lui succède.

### Maire de Chicago (1850-1851)
Curtiss revient à l'hôtel de ville de Chicago après avoir remporté les élections municipales de 1850, en battant Levi Boone et Lewis C. Kerchival (ces deux challengers étant des démocrates sans nomination officielle du parti). Il est assermenté maire le 12 mars 1850.
Curtiss est à nouveau battu dans sa tentative de réélection, perdant l'élection de 1851 contre Walter S. Gurnee. Son mandat a pris fin le 11 mars 1851, lorsque Gurnee lui a succédé.
En 1852, il cherche à détrôner Gurnee, mais perd à nouveau.

## Fin de vie
Se retirant de la politique, Curtiss s'installe à West Urbana (aujourd'hui Champaign), dans l'Illinois, en 1855, et se lance dans l'agriculture.
Curtiss meurt le 2 novembre 1859 (à 56 ans) à Joliet (dans la banlieue sud-ouest de Chicago), après une longue maladie. Ses funérailles ont lieu à la Second Presbyterian Church sur Michigan Avenue, selon les rites des Odd Fellows. Enterré à l'origine dans le City Cemetery, sa dépouille a été perdue lorsque le cimetière a été déplacé pour faire place aux travaux d'extension de Lincoln Park. C'est lors des transferts du corps vers le cimetière de Oak Woods où Curtiss devait être réinhumé que ses restes ont été égarés.